# Bosco Pago
Bosco Pago este o arie protejată (arie specială de conservare — SAC, sit de importanță comunitară — SCI) din Italia întinsă pe o suprafață de 83 ha, integral pe uscat.

## Localizare
Centrul sitului Bosco Pago este situat la coordonatele 42°23′01″N 12°38′04″E / 42.383611°N 12.634444°E.

## Înființare
Situl Bosco Pago a fost declarat sit de importanță comunitară în iunie 1995 pentru a proteja 2 specii de animale. Situl a fost protejat și ca arie specială de conservare în octombrie 2017.

## Biodiversitate
Situată în ecoregiunea mediteraneană, aria protejată conține 2 habitate naturale: Păduri de Quercus ilex și Quercus rotundifolia, Pajiști carstice calcaroase sau bazofile, de Alysso-Sedion albi.
La baza desemnării sitului se află mai multe specii protejate:
- amfibieni (1): Bombina pachypus
- nevertebrate (1): croitorul mare al stejarului (Cerambyx cerdo)